# Toshinobu Katsuya
Toshinobu Katsuya (Nagasaki, 2. rujna 1961.) japanski je nogometaš.

## Klupska karijera
Igrao je za Honda, Yokohama Marinos, Júbilo Iwata i Cerezo Osaka.

## Reprezentativna karijera
Za japansku reprezentaciju igrao je od 1985. do 1993. godine. Odigrao je 27 utakmice.
S japanskom reprezentacijom Toshinobu Katsuya je igrao na Azijskom kupu 1992.

## Statistika
| Japan  | Japan | Japan |
| Godina | Nast. | Gol.  |
| ------ | ----- | ----- |
| 1985.  | 2     | 0     |
| 1986.  | 4     | 0     |
| 1987.  | 6     | 0     |
| 1988.  | 0     | 0     |
| 1989.  | 0     | 0     |
| 1990.  | 0     | 0     |
| 1991.  | 0     | 0     |
| 1992.  | 9     | 0     |
| 1993.  | 6     | 0     |
| Ukupno | 27    | 0     |

## Vanjske poveznice
- National Football Teams
- Japan National Football Team Database